# Distretto di La
Il distretto di La è uno dei sette distretti (mueang) della provincia di Oudomxay, nel Laos. Ha come capoluogo la città di La.